# Raúl Landini
Raúl Athos Landini Zanicheli (ur. 14 lipca 1909 w Buenos Aires, zm. 29 września 1988 tamże) – argentyński bokser, kategorii półśredniej, medalista olimpijski.
Zdobył srebrny medal olimpijski na Igrzyskach Olimpijskich w Amsterdamie (1928) roku w kategorii półśredniej. W finale przegrał z Tedem Morganem.